# Венерин пояс
Вене́рин по́яс (лат. Cestum veneris) — вид щупальцевых гребневиков из отряда лентообразных гребневиков. 

## Описание
Самый крупный вид гребневиков, может достигать в длину до 2,5 м. Взрослые гребневики обладают прозрачным студенистым телом лентовидной формы, сильно вытянутым в ширину и уплощенным с боков. Восемь рядов гребных пластинок переливаются всеми цветами радуги, а при движении по всему телу гребневика пробегают фиолетовые переливы, благодаря чему венерин пояс и получил такое поэтическое название. Представители этого вида ведут пелагический образ жизни, плавая за счёт змеевидных извивающихся движений лентовидного тела, которые обеспечиваются попеременным сокращением мышечных лент, расположенных вдоль плоских сторон тела. Главная ось тела, проходящая между ртом и аборальным органом, всегда располагается вертикально благодаря работе рядов гребных пластинок и извивающиеся движения, таким образом, всегда производятся в горизонтальной плоскости. Обитает в тропических и субтропических водах морей и океанов по всему миру, включая Средиземное море. Питаются эти гребневики планктонными ракообразными, которых ловят и передают ко рту многочисленными усиками, окаймляющими слизистый желобок, проходящий по нижнему ребру лентовидного тела. Закладывающиеся как боковые отростки щупалец, эти усики со временем вылезают из щупальцевых карманов, расположенных посредине плоских сторон тела, и перемещаются на желобок. В темноте проявляется способность венериного пояса к свечению.

## Строение
В середине нижнего ребра лентовидного тела открывается щелевидное ротовое отверстие, а в середине верхнего противоположно ему расположен аборальный орган (орган равновесия). Между ними тянется 8 рядов гребных пластинок: 4 длинные (вытянуты вдоль тела) и 4 короткие.